# Soera Noach
Soera Noach is een soera van de Koran.
De soera is vernoemd naar de profeet Nuh, die (volgens de eerste aya van deze soera) naar zijn volk werd gezonden. Nuh heeft zijn volk gewaarschuwd, maar zij werden om hun zonden verdronken.

## Bijzonderheden
Het verhaal heeft overeenkomsten met het verhaal over Noach in het Bijbelboek Genesis.